# Federació Ibèrica de Joventuts Llibertàries

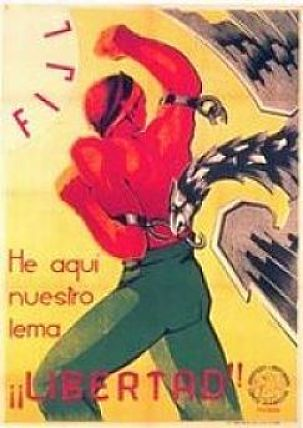
Cartell de les FIJL durant la guerra civil

La Federació Ibèrica de Joventuts Llibertàries (FIJL), va ser una organització juvenil anarquista creada a Madrid el 1932 durant la Segona República Espanyola. També se la coneix com les Joventuts Llibertàries o Joventuts Anarquistes, o pels seus acrònims JJLL i JJAA.
Era una organització independent de la FAI, fou criticada per aquesta i en especial per les Joventuts Llibertàries de Catalunya, les quals no s'hi adheriren fins pel novembre del 1936. Quan passà de 30 000 membres a 120 000 (34 000 al Principat, 8 000 al País Valencià).
Al mes de febrer de 1937 es va celebrar a València el II Congrés de la FIJL, amb la següent participació: 
- Andalusia: 7.400 afiliats
- Extremadura: 1.907 afiliats
- Llevant: 8.200 afiliats
- Centre 18.469 afiliats
- Aragó: 12.089 afiliats
- Catalunya: 34.156 afiliats.

Durant la guerra civil, en fou secretari general Fidel Miró i Solanes, exsecretari de la regional catalana. Tingué, entre altres òrgans de premsa, "Juventud Libre" (Madrid) i "Ruta" (Barcelona).
Després de la Guerra Civil Espanyola es divideix en dues: una radicada a Espanya, represaliada per la dictadura franquista i reconstruïda diverses vegades. I un altre radicada a París, formada per represaliats i exiliats del règim franquista. Posteriorment a la Transició Espanyola van sorgir altres agrupacions que es reclamen hereves de les FIJL històriques.

## Segles XXI
Durant els primers anys del la dècada dels 2000, la FIJL evoluciona cap a posicions insurrecionals i les diferències amb l'anarcosindicalisme es fan cada vegada més evidents. Els cops repressius soferts per l'organització la van dur a la clandestinitat.
Una nova generació de joves anarquistes va decidir formar una FIJL noves des de 2006, a diferència de la "FIJL insurrecionals" s'identifiquen amb l'anarcosindicalisme i amb visions associatives i teòriques pluralistes de l'anarquisme contemporani.
L'any 2007 es refundaren definitivament sota el nom de Federació Ibèrica de Joventuts Anarquistes (FIXA) però reconeixent-se com continuadores de les FIJL històriques.
Publiquen un periòdic informatiu denominat "Fuelle". Tot i això, la FIJL insurrecionalista segueix activa i no ha renunciat a les seves sigles, diferenciant-se de la nova FIXA.